# Spoorlijn Argentan - Granville
De Spoorlijn Argentan - Granville is een Franse spoorlijn van Argentan naar Granville. De lijn is 130,7 km lang en heeft als lijnnummer 405 000.

## Geschiedenis
De lijn werd in gedeeltes geopend door de Compagnie des chemins de fer de l'Ouest, van Argentan naar Flers op 2 juli 1866, van Flers naar Vire op 16 september 1867 een van Vire naar Granville op 3 juli 1870.

## Treindiensten
De SNCF verzorgt het personenvervoer op dit traject met TER treinen.
| Serie | Treinsoort | Route | Bijzonderheden |
| ----- | ---------- | --- | -------------- |
| K 4   | TER (SNCF) | Paris-Montparnasse – Verneuil-sur-Avre – Surdon – Argentan – Briouze – Flers – Villedieu-les-Poêles – Granville |                |
| C 12  | TER (SNCF) | Caen – Lison – Granville – Pontorson-Mont-Saint-Michel – Rennes                                                 |                |

## Aansluitingen
In de volgende plaatsen is of was er een aansluiting op de volgende spoorlijnen:
Argentan
RFN 430 000, spoorlijn tussen Le Mans en Mézidon
Briouze
RFN 434 000, spoorlijn tussen Briouze en La Ferté-Macé
Messei
RFN 405 306, raccordement van Messei
Flers
RFN 436 000, spoorlijn tussen La Chapelle-Anthenaise en Flers
Cerisy-Belle-Étoile
RFN 412 000, spoorlijn tussen Caen en Cerisy-Belle-Étoile
Montsecret-Vassy
lijn tussen Montsecret-Vassy en Les Maures
Vire
RFN 413 000, spoorlijn tussen Caen en Vire
RFN 440 000, spoorlijn tussen Vire en Romagny
Folligny
RFN 415 000, spoorlijn tussen Lison en Lamballe
RFN 415 335, raccordement van Folligny-Ouest
Granville
RFN 405 506, raccordement maritime van Granville